# Астрио (Бреша)
Астрио је насеље у Италији у округу Бреша, региону Ломбардија.
Према процени из 2011. у насељу је живело 244 становника. Насеље се налази на надморској висини од 803 м.